# Торпедо (женский футбольный клуб, Ижевск)
«Торпедо» — ранее существовавший российский женский футбольный клуб из Ижевска.

## История
Клуб основан не позднее 2014 года. К ранее существовавшему ижевскому женскому клубу «Жемчужина» преемственности не имеет. Состав клуба был собран преимущественно из игроков ижевской команды «Зенит-Ижевск», который был неоднократным участником финальных турниров Первого дивизиона.
В 2014 году «Торпедо» принимало участие в зональном турнире Второго дивизиона 2014, где выиграло 2 матча и один проиграло, однако позднее клубу засчитали технические поражения в выигранных матчах, в связи с тем, что за них выступали игроки, заявленные в составе футбольного клуба «Зенит-Ижевск», принимавшем участие в Первом дивизионе 2014. 
С 2015 года «Торпедо» участвовало в Первом дивизионе, где начинало свой путь в зоне «Центр» Первого дивизиона 2015, где заняло 2-е место, получив право бороться за выход в высший дивизион, но на финальном этапе команда заняла 7-е место, что не позволило «Торпедо» повыситься в классе. В Первом дивизионе 2016 ситуация примерно повторилась, а после Первого дивизиона 2017 клуб перешел в Высший дивизион 2018, став последним клубом, совершившим переход из Первого дивизиона в Высший. 
Дебют в Высшем дивизионе оказался неудачным — последнее 8-е место (были проиграны все 14 матчей), но в РФС было принято решение оставить команду в Высшем дивизионе. В конце октября 2019 года команда снялась с розыгрыша чемпионата России, также было объявлено, что команда прекратит своё существование. Клуб лишился профессионального статуса. В начале 2020 года собранная команда сыграла в зимнем первенстве Татарстана, где заняла 3-е место.

## Названия
- 2014 — «Торпедо»
- 2015—2016 — «Торпедо-Удмуртия»
- 2017—2019 — «Торпедо»

## Достижения

### Титульные
- Второй дивизион — 4-е место в зоне Приволжье (в 2014 году).
- Первый дивизион — 2-е место (в 2017 году).
- Чемпионат России — 8-е место (в 2018 и 2019 году).
- Кубок России — 1/4 финала (в 2018 и 2019 году).

### Матчевые
самые крупные победы
- 7:1 над ДЮСШ Вахитовского района (Казань) в Первом дивизионе 26 августа 2017
- 1:0 над «Енисеем» (Красноярск) в Высшем дивизионе 9 мая 2019
- 5:0 над «Подольчанкой» (Подольск) в Кубке России 20 июня 2019

самые крупные поражения (без учёта технических результатов)
- 0:2 от «Волжская казачка»-СДЮСШОР-11 (Самара) во Втором дивизионе 8 августа 2014
- 0:3 от «Кубаночки»-2 (Краснодар) 7 ноября 2016 и от «Енисея» (Красноярск) 9 ноября 2016 в Первом дивизионе
- 0:7 от «Локомотива» (Москва) в Высшем дивизионе 25 июня 2019
- 0:9 от ЦСКА (Москва) в Кубке России 2 июня 2017

## Статистика выступлений
без учёта мячей забитых в сериях послематчевых пенальти
с учётом технических результатов

| Сезон                            | Чемпионат России                 | Чемпионат России                     | Чемпионат России                     | Чемпионат России                 | Чемпионат России | Чемпионат России | Чемпионат России | Чемпионат России | Чемпионат России | Чемпионат России | Чемпионат России | Чемпионат России | Кубок         | Источники            |
| Сезон                            | Дивизион                         | Этап                                 | Этап                                 | Место                            | И                | В                | Н                | П                | МЗ               | МП               | РМ               | О                | Кубок         | Источники            |
| -------------------------------- | -------------------------------- | ------------------------------------ | ------------------------------------ | -------------------------------- | ---------------- | ---------------- | ---------------- | ---------------- | ---------------- | ---------------- | ---------------- | ---------------- | ------------- | -------------------- |
| 2014                             | Второй дивизион                  | Предварительный этап, зона Приволжье | Предварительный этап, зона Приволжье | 4 из 4                           | 3                | 0                | 0                | 3                | 0                | 8                | -8               | 0                | не участвовал |                      |
| 2015                             | Первый дивизион                  | Предварительный этап, зона Центр     | Предварительный этап, зона Центр     | 2 из 5                           | 8                | 3                | 4                | 1                | 8                | 3                | +5               | 13               | ⅛ финала      | [ 5 ]                |
| 2015                             | Первый дивизион                  | Финальный этап                       | Финальный этап                       | 7 из 8                           | 7                | 2                | 0                | 5                | 11               | 10               | +1               | 6                | ⅛ финала      | [ 5 ]                |
| 2015                             | Первый дивизион                  | Первый дивизион 2015 (Итог)          | Первый дивизион 2015 (Итог)          | 7 из 8                           | 15               | 5                | 4                | 6                | 19               | 13               | +6               | 19               | ⅛ финала      | [ 5 ]                |
| 2016                             | Первый дивизион                  | Предварительный этап, зона Урал      | Предварительный этап, зона Урал      | 2 из 4                           | 6                | 3                | 1                | 2                | 6                | 5                | +1               | 10               | 1/16 финала   | [ 6 ] [ 7 ]          |
| 2016                             | Первый дивизион                  | Плей-офф                             | Плей-офф                             | —                                | 1                | 1                | 0                | 0                | 3                | 0                | +3               | —                | 1/16 финала   | [ 6 ] [ 7 ]          |
| 2016                             | Первый дивизион                  | Финальный этап                       | группа Б                             | 6 из 6                           | 5                | 0                | 2                | 3                | 1                | 8                | -7               | 2                | 1/16 финала   | [ 6 ] [ 7 ]          |
| 2016                             | Первый дивизион                  | Финальный этап                       | Плей-офф за 11-12 места              | 11 из 12                         | 1                | 0                | 1                | 0                | 1                | 1                | 0                | —                | 1/16 финала   | [ 6 ] [ 7 ]          |
| 2016                             | Первый дивизион                  | Первый дивизион 2016 (Итог)          | Первый дивизион 2016 (Итог)          | 11 из 12                         | 13               | 4                | 4                | 5                | 11               | 14               | -3               | —                | 1/16 финала   | [ 6 ] [ 7 ]          |
| 2017                             | Первый дивизион                  | Предварительный этап, зона Центр     | Предварительный этап, зона Центр     | 1 из 5                           | 8                | 7                | 1                | 0                | 17               | 3                | +14              | 22               | ⅛ финала      | [ 8 ] [ 9 ]          |
| 2017                             | Первый дивизион                  | Финальный этап                       | группа А                             | 2 из 6                           | 5                | 3                | 2                | 0                | 6                | 2                | +4               | 11               | ⅛ финала      | [ 8 ] [ 9 ]          |
| 2017                             | Первый дивизион                  | Финальный этап                       | Плей-офф за 1-4 места                | 2 из 11                          | 2                | 1                | 0                | 1                | 4                | 4                | 0                | —                | ⅛ финала      | [ 8 ] [ 9 ]          |
| 2017                             | Первый дивизион                  | Первый дивизион 2017 (Итог)          | Первый дивизион 2017 (Итог)          | 2 из 11                          | 15               | 11               | 3                | 1                | 27               | 9                | +18              | —                | ⅛ финала      | [ 8 ] [ 9 ]          |
| 2018                             | Высший дивизион                  | —                                    | —                                    | 8 из 8                           | 14               | 0                | 0                | 14               | 1                | 43               | -42              | 0                | ¼ финала      | [ 10 ] [ 11 ] [ 12 ] |
| 2019                             | Высший дивизион                  | —                                    | —                                    | 8 из 8                           | 21               | 1                | 4                | 16               | 8                | 66               | -58              | 7                | ¼ финала      | [ 13 ] [ 14 ] [ 15 ] |
| Итого Второй дивизион (1 сезон)  | Итого Второй дивизион (1 сезон)  | Итого Второй дивизион (1 сезон)      | Итого Второй дивизион (1 сезон)      | Итого Второй дивизион (1 сезон)  | 3                | 0                | 0                | 3                | 0                | 8                | -8               |                  |               |                      |
| Итого Первый дивизион (3 сезона) | Итого Первый дивизион (3 сезона) | Итого Первый дивизион (3 сезона)     | Итого Первый дивизион (3 сезона)     | Итого Первый дивизион (3 сезона) | 43               | 20               | 11               | 12               | 57               | 36               | +21              |                  |               |                      |
| Итого Высший дивизион (2 сезона) | Итого Высший дивизион (2 сезона) | Итого Высший дивизион (2 сезона)     | Итого Высший дивизион (2 сезона)     | Итого Высший дивизион (2 сезона) | 35               | 1                | 4                | 30               | 9                | 109              | -100             |                  |               |                      |
| Всего                            | Всего                            | Всего                                | Всего                                | Всего                            | 81               | 21               | 15               | 45               | 66               | 153              | -87              |                  |               |                      |

1. ↑  в зоне Приволжье сезона 2014 «Торпедо» (Ижевск) одержал победы со счётом 3:0 над «Волгой» и 1:0 над «Олимпом», клубу засчитаны технические поражения в связи с тем, что за него выступали игроки, заявленные в составе клуба «Зенит» (Ижевск), принимавшем участие в Первом дивизионе 2014
2. ↑  в сезоне 2019 «Торпедо» (Ижевск) снялось с соревнований за два тура до конца Чемпионата, после чего клуб прекратил свое существование

### Кубок России
без учёта мячей забитых в сериях послематчевых пенальти
без учёта технических результатов

| Сезон              | Кубок России | Кубок России | Кубок России | Кубок России | Кубок России | Кубок России | Кубок России | Кубок России |
| Сезон              | И            | В            | Н            | П            | МЗ           | МП           | РМ           | Итог         |
| ------------------ | ------------ | ------------ | ------------ | ------------ | ------------ | ------------ | ------------ | ------------ |
| 2015               | 3            | 2            | 0            | 1            | 7            | 3            | +4           | ⅛ финала     |
| 2016               | 2            | 1            | 0            | 1            | 2            | 2            | 0            | 1/16 финала  |
| 2017               | 2            | 1            | 0            | 1            | 3            | 9            | -6           | ⅛ финала     |
| 2018               | 3            | 1            | 0            | 2            | 3            | 6            | -3           | ¼ финала     |
| 2019               | 3            | 1            | 0            | 2            | 5            | 5            | 0            | ¼ финала     |
| Итого за 5 сезонов | 13           | 6            | 0            | 7            | 20           | 25           | -5           |              |